# Жуан (коннетабль Португалии)
Жуан Португальский (13 января 1400, Сантарен — 18 октября 1442, Алкасер-ду-Сал) — инфант (принц) из Ависской династии, магистр Ордена Сантьяго (1418—1442) и коннетабль Португалии (1431—1442).

## Биография
Родился в Сантарене. Инфант Жуан был пятым сыном Жуана I (1357—1433), первого короля Португалии из Ависской династии (1385—1433), и Филиппы Ланкастерской (1359—1415).
В 1415 году вместе с братьями Жуан участвовал в осаде и взятии марокканской крепости Сеута и был посвящён своим отцом в рыцари. Получил титул 1-го сеньора Регенгуш-ди-Монсараш, Колареш и Белаш.
В октябре 1418 года по просьбе короля Португалии папа римский Мартин V утвердил инфанта Жуана 10-м магистром Ордена Сантьяго, в результате старый военный орден Португалии оказался под контролем Ависской династии. В том же 1418 году Жуан и его старший брат Энрике, герцог Визеу, возглавили португальский флот, прибывший на помощь осаждённой марокканцами крепости Сеута.
В 1431 году после смерти крупного португальского военачальника Нуну Альвареша Перейры инфант Жуан был назначен третьим коннетаблем Португалии (Condestável).
В 1433 году после смерти португальского короля Жуана I на королевский престол вступил его сын Дуарте I (1433—1438), старший брат Жуана. В 1437 году инфант Жуан вместе с другим братом Педру, герцогом Коимбра, выступал против португальской военной экспедиции на Танжер. Поход короля Дуарте I на Танжер закончился катастрофой. После поражения инфант Жуан призывал ратифицировать договор с султанатом Маринидов и уступить Сеуту, но португальские кортесы отказались это сделать. Инфант Фернанду, находившийся в заложниках у Маринидов, так и не вернулся на родину и умер в неволе.
В сентябре 1438 года король Дуарте I скончался, оставив малолетнего сына Афонсу V, который в возрасте шести лет вступил на королевский престол. Покойный король назначил регентшей свою жену Элеонору Арагонскую, которая, будучи иностранкой, не пользовалась симпатией простого населения. Народ боялся, что регентша станет марионеткой в руках высшей знати под руководством графа Афонсу Барселуша, которая стремилась вернуть себе прежнее положение в государстве. В Португалии замаячила перспектива новой гражданской войны. Чтобы предотвратить восстание, инфант Жуан подчинил своей власти столицу Лиссабон и организовал португальские кортесы, которые в 1439 году избрали новым регентом инфанта Педру, герцога Коимбра, который стал соправителем Элеоноры Арагонской. Вскоре Педру взял управление страной полностью в свои руки, оставив Элеоноре только воспитание детей и контроль над королевскими доходами. Элеонора Арагонская вступила в борьбу с Педру, которая едва не переросла в гражданскую войну. Педру победил и вынудил королеву удалиться в одно из королевских поместий. В 1440 году Элеонора Арагонская вторично предприняла вооружённую попытку сместить Педру, однако потерпела поражение и бежала в Кастилию.
Во время этой борьбы главным союзником Педру, герцога Коимбра, был его младший брат Жуан, констебль Португалии. Внезапная смерть Жуана в октябре 1442 года стала страшным ударом для его брата Педру, который вынужден был бороться за власть со своим сводным братом Афонсу, графом де Барселуш и герцогом де Браганса.
Инфант Жуан Португальский был погребён в монастыре Баталья.
Регент Педру назначил новым магистром ордена Сантьяго и констеблем Португалии своего племянника и инфанта Диого, единственного сына Жуана.

## Семья и дети
В 1424 году Жуан женился на племяннице Изабелле де Барселуш (1402—1466), дочери своего сводного брата Афонсу Португальского, будущего 1-го герцога Браганса, и Беатрис Перейры де Алвим. У пары было четверо детей:
- Инфант Диогу Португальский (1425—1443), 4-й коннетабль Португалии и 11-й магистр ордена Сантьяго (1442—1443)
- Инфанта Изабелла Португальская (1428—1496), жена с 1445 года Хуана II (1405—1454), короля Кастилии (1406—1454), и мать Изабеллы I, королевы Испании
- Инфанта Беатрис Португальская (1430—1506), в 1447 году вышла замуж за инфанта Фернанду (1433—1470), 1-го герцога Бежа (1453—1470) и 2-го герцога Визеу (1460—1470), мать короля Португалии Мануэла I
- Инфанта Филиппа Португальская (1432—1444), сеньора де Алмада